# Schricksmühle
Die Schricksmühle in der Stadt Viersen war eine Wassermühle mit einem unterschlächtigen Wasserrad.

## Mühlen in Viersen
In der Gemeinde Viersen gab es in den früheren Jahrhunderten insgesamt 18 Mühlen. Davon waren vier Rossölmühlen als Hammermühle. Diese wurden durch Pferdekraft betrieben. Weiter gab es zwei Windmühlen, die Hoser- und die Hüsterfeldwindmühle, die beide in Privatbesitz waren.
Anders dagegen war es mit den Wassermühlen. Das Stift St. Gereon in Köln besaß die Grundherrschaft von Viersen und damit das Wasserrecht über die Bäche in Viersen. Die Errichtung von Wassermühlen bedurfte seiner Zustimmung. Das Stift vergab Mühlenrechte als erbliches Lehen und bezog davon eine jährliche Lehnsrente. Diese musste an die Pfarrstelle St. Remigius geliefert werden. Aus diesen Unterlagen geht hervor, dass es schon 1246 in Viersen zwölf Wassermühlen gegeben hat. Alle Mühlen, mit Ausnahme der Klostermühle, zahlten jährlich einen Sümmer (etwa ein Zentner) Malz als Lehnszins. Es gab in der Herrlichkeit Viersen keinen Mühlenzwang. Alle Bauern konnten mahlen lassen, wo sie wollten.
Diese zwölf Mühlen lagen am:
- „Dorfer Bach“: Kaisermühle, Kimmelmühle, Goetersmühle, Biestenmühle und Schricksmühle
- „Hammer Bach“: Plinzenmühle, Schnockesmühle, Sgoedenmühle, Bongartzmühle Hüstermühle und Hammer Mühle
- „Rintger Bach“: Klostermühle

## Geographie
Die Schricksmühle hatten ihren Standort im Schnittpunkt von Gerber- und Sittarder Straße, in der Stadt Viersen im Kreis Viersen. Der Mühle vorgelagert war ein Weiher, der vom Dorfer Bach gespeist wurde und dessen Wasserspiegel bei ca. 39 m über NN lag. Die Schricksmühle war die unterste der fünf Mühlen am Dorfer Bach.
Der Dorfer Bach versorgte über Jahrhunderte fünf Mühlen mit Wasser. Er ist heute teilweise kanalisiert. Die Mühlenteiche sind, bis auf den Teich der Kaisermühle, alle zugeschüttet. Die Pflege und Unterhaltung des Gewässers obliegt dem Wasser- und Bodenverband der Mittleren Niers, der in Grefrath seinen Sitz hat.

## Geschichte
Die Schricksmühle ist eine Mühle der ersten Stunde. Sie war eine der zwölf Wassermühlen in Viersen, die im Jahre 1246 eine jährliche Lehnsrente von einem Sümmer Malz an die Pfarrstelle St. Remigius zu erbringen hatte. 1394 wird sie namentlich unter „Schrickelrade“ erwähnt. 1739 taucht sie unter dem sehr britisch klingenden Namen „Antony-Veyn-Mühle“ auf, wohl nach einem damaligen Inhaber. Sie war eine Getreidemühle mit einem unterschlächtigen Wasserrad. Um 1820 wurde sie zu einer Spinnerei umgewandelt, die zunächst mit Wasserkraft lief. Gegen Ende des 19. Jahrhunderts befand sich auf dem Gelände eine Lederfabrik.